# Agencija za nacionalnu bezbjednost
Agencija za nacionalnu bezbjednost, ANB (pol. Agencja Bezpieczeństwa Narodowego) – czarnogórska służba specjalna odpowiedzialna m.in. za wywiad, kontrwywiad oraz bezpieczeństwo wewnętrzne kraju. Utworzona została 5 maja 2005 na mocy, podpisanej przez prezydenta Filipa Vujanovicia, ustawy o Agencji Bezpieczeństwa Narodowego. W roku 2020 agencja dysponowała budżetem na poziomie 8 728 434 euro.

## Zadania
Do zadań agencji należy gromadzenie, archiwizacja, analiza, ocena, wykorzystywanie, wymienianie, utrzymywanie i ochrona danych:
- o działaniach skierowanych przeciwko niezależności, suwerenności, integralności terytorialnej, bezpieczeństwu oraz porządkowi konstytucyjnemu Czarnogóry
- mających znaczenie dla obronności Czarnogóry oraz realizacji jej strategicznych celów bezpieczeństwa i interesów (działalność wywiadowcza i kontrwywiadowcza)
- o działalności terrorystycznej
- o działalności przestępczości zorganizowanej
- w sprawie poważnych zbrodni przeciwko ludzkości i innych wartości chronionych prawem międzynarodowym
- o działaniach oficerów wywiadu innych państw, mających znaczenie dla bezpieczeństwa narodowego
- w sprawie potencjalnych zagrożeń dla dobrobytu gospodarczego Czarnogóry
- w sprawie zagrożeń dla bezpieczeństwa międzynarodowego
- o innych możliwych zagrożeniach dla bezpieczeństwa narodowego